# Nouvelle-Zélande aux Jeux olympiques d'hiver de 2002
La Nouvelle-Zélande participe aux Jeux olympiques d'hiver de 2002 à Salt Lake City.

## Athlètes engagés
La délégation néo-zélandaise se compose de dix athlètes repartis dans cinq disciplines sportives : le ski alpin, le bobsleigh, la luge, le skeleton et le short track.